# ۱۳۲۰ (خورشیدی)
۱۳۲۰ هزار و سیصد و بیستمین سال هجری خورشیدی سالی عادی است.

## رویدادها
- ۷ مرداد - دولت ایران در پاسخ به اخطاریه ۱۳ روز پیش بریتانیا و شوروی که اتباع آلمانی باید اخراج شوند گفت جای نگرانی نداشته باشند.
- ۳ شهریور ـ حملهٔ شوروی و بریتانیا به ایران در جنگ جهانی دوم.
- ۲۵ شهریور ـ استعفای رضا شاه پهلوی و پادشاه شدن محمدرضا پهلوی، آخرین شاه ایران.

تاریخ نامعلوم
- تأسیس حزب تودهٔ ایران

## زادروزها
- ۳۰ فروردین - علی موسوی گرمارودی، شاعر، نویسنده، حافظ پژوه، گوینده و مجری تلویزیون
- ۳۰ فروردین - سید محمود دعایی، روحانی و سیاستمدار (درگذشت ۱۴۰۱)
- ۳ اردیبهشت - منوچهر اسلامی، موسیقی‌دان، آهنگساز و نوازندهٔ ترومپت (درگذشت ۱۴۰۲)
- ۴ اردیبهشت - غلامحسین حقانی، روحانی و سیاستمدار و نماینده مردم بندرعباس در نخستین دورهٔ مجلس شورای اسلامی (درگذشت ۱۳۶۰)
- ۲۱ اردیبهشت - حمید عاملی، گوینده رادیو و قصه‌گو (درگذشت ۱۳۸۶)
- ۲۵ اردیبهشت - علی‌اشرف صادقی، زبان‌شناس
- ۲ مرداد - جلال مقامی، بازیگر و دوبلور (درگذشت ۱۴۰۱)
- ۷ مرداد - مسعود کیمیایی، کارگردان و فیلمنامه‌نویس
- ۷ شهریور - کیومرث صابری فومنی، (معروف به گل‌آقا)، طنزنویس (درگذشت ۱۳۸۳)
- ۹ شهریور - کمال خان هوت، خواننده و موسیقی‌شناس بزرگ بلوچ (درگذشت ۱۳۸۸)
- ۱۱ شهریور - محسن قاضی‌مرادی، بازیگر (درگذشت ۱۴۰۰)
- ۲۰ شهریور - محبوبه مقبلی، بازیگر
- ۲۰ شهریور - پرویز پورحسینی، بازیگر (درگذشت ۱۳۹۹)
- ۱ مهر - عبدالمجید کیانی، نوازنده برجسته سنتور، از چهره‌های ماندگار و از استادان
- ۳ مهر - فردوس کاویانی، بازیگر (درگذشت ۱۴۰۲)
- ۲۷ مهر - انوشیروان ارجمند، بازیگر (درگذشت ۱۳۹۳)
- ۱۵ آبان - ایرج گنج‌بخش، پزشک ایرانی و یکی از برجسته‌ترین جراحان قلب و عروق در فرانسه
- ۲۴ آبان - بیژن نجدی،شاعر و نویسنده (درگذشت ۱۳۷۶)
- ۲۷ آبان - فرامرز قریبیان، بازیگر
- ۲۰ آذر - شهروز ملک آرایی، دوبلور (درگذشت ۱۴۰۱)
- ۲ دی - اسدالله بیات زنجانی، مرجع تقلید شیعه
- ۲۳ بهمن - سید محمد غرضی، سیاستمدار
- ۱ اسفند - آربی اوانسیان، کارگردان ارمنی‌تبار ایرانی
- ۱۱ اسفند - میر حسین موسوی، سیاست‌مدار، نقاش، معمار و آخرین نخست‌وزیر ایران
- حمید مجتهدی، کارگردان و فیلمبردار و سازندهٔ مستند ایران (درگذشت ۱۴۰۰)
- علیرضا ازغندی، پژوهشگر، نویسنده (درگذشت ۱۴۰۳)
- اسدالله بادامچیان، سیاست‌مدار، دبیرکل حزب موتلفه اسلامی
- حبیب الله رهبر، مجتهد، فیلسوف، مفسر، متکلم اهل ایران.

## درگذشت‌ها
- ۱۵ فروردین - پروین اعتصامی، شاعر معاصر ایران
- ۳ شهریور - غلامعلی بایندر، فرمانده نیروی دریایی
- ۴ شهریور - یدالله بایندر، ناوسروان نیروی دریایی